# アメリカヤマアラシ科
アメリカヤマアラシ科（アメリカヤマアラシか、Erethizontidae）は、齧歯目に分類される科。
新世界と旧世界のヤマアラシは、広い範囲を網羅する齧歯目のヤマアラシ亜目に属しているが、近縁の種ではない。

## 分布
北アメリカ大陸（カナダ、南東部を除くアメリカ合衆国、メキシコ南部以南）、南アメリカ大陸北部

## 形態
カナダヤマアラシは体長86cm、体重18キログラム。オマキヤマアラシ類は体長30センチメートル、体重0.9キログラム。オマキヤマアラシ属やキノボリヤマアラシ属は、物に巻きつけられる長い尾をもつ。自らの体を棘で覆い身を守るのが特徴である。棘は長く丈夫で柔らかい毛と混合して生えている。
足裏には肉球や襞があり、表面積を広げ掴む力を強くしている。オマキヤマアラシ属やキノボリヤマアラシ属は、後肢の第1趾が退化して肉球と癒合し、より表面積を広げ掴む力を強くしている。
歯列は、{\displaystyle {\tfrac {1.0.1.3}{1.0.1.3}}}であり、旧世界ヤマアラシのものと類似している。
旧世界ヤマアラシとの違い
臼歯の歯根を持つこと、鎖骨の形状、上唇全体、足裏の肉球、前足の第一つま先の足跡が無いこと、そして4個の乳頭に違いがみられる。

## 分類
ホソオヤマアラシをアメリカトゲネズミ科に分類する説もあった。
以下の分類・英名はMSW3（Woods & Kilpatrick, 2005）、和名は（今泉, 1986）に従う。
- Chaetomyinae亜科
  - ホソオヤマアラシ属 Chaetomys
    - Chaetomys subspinosus ホソオヤマアラシ Bristle-spined rat

- Erethizontinae亜科
  - オマキヤマアラシ属 Coendou
    - Coendou bicolor フタイロオマキヤマアラシ Bicolored-spined porcupine
    - Coendou nycthemera Black Dwarf porcupine
    - Coendou prehensilis オマキヤマアラシ Brazilian porcupine
    - Coendou rothschildi Rothschild's porcupine

  - アマゾンヤマアラシ属 Echinoprocta
    - Echinoprocta rufescens アマゾンヤマアラシ Stump-tailed porcupine

  - カナダヤマアラシ属 Erethizon
    - Erethizon dorsatum カナダヤマアラシ North American porcupine

  - キノボリヤマアラシ属 Sphiggurus
    - Sphiggurus ichillus Streaked dwarf porcupine
    - Sphiggurus insidiosus オグロキノボリヤマアラシ Bahia porcupine（ニシインドキノボリヤマアラシSphiggurus pallidusはシノニムとする）
    - Sphiggurus melanurus Black-tailed hairy dwarf porcupine
    - Sphiggurus mexicanus メキシコキノボリヤマアラシ Mexican hairy dwarf porcupine
    - Sphiggurus pruinosus Frosted hairy dwarf porcupine
    - Sphiggurus roosmalenorum Roosmalen's dwarf porcupine
    - Sphiggurus spinosus ミナミキノボリヤマアラシ Paraguaian hairy dwarf porcupine
    - Sphiggurus vestitus チャイロキノボリヤマアラシ Brown hairy dwarf porcupine
    - Sphiggurus villosus コロンビアキノボリヤマアラシ Orange-spined hairy dwarf porcupine

## 生態
旧世界のヤマアラシほど夜行性ではない。主に樹上で活動するか、地表でも樹上でも活動する。
植物の葉、樹皮、茎、果実、漿果、堅果、種子、草本、花などを食べるが、オマキヤマアラシ属やキノボリヤマアラシ属では昆虫や小型爬虫類も食べるという報告例もある。
繁殖様式は胎生。カナダヤマアラシの妊娠期間は平均210日。1回に1匹の幼獣を産む。出産直後の幼獣は開眼した状態ですぐ移動できるようになり、数日後には木登りも行う。

## 人間との関係
植林地などでは害獣とみなされることもある。
森林伐採などにより生息数が減少している種もいる。

## 画像

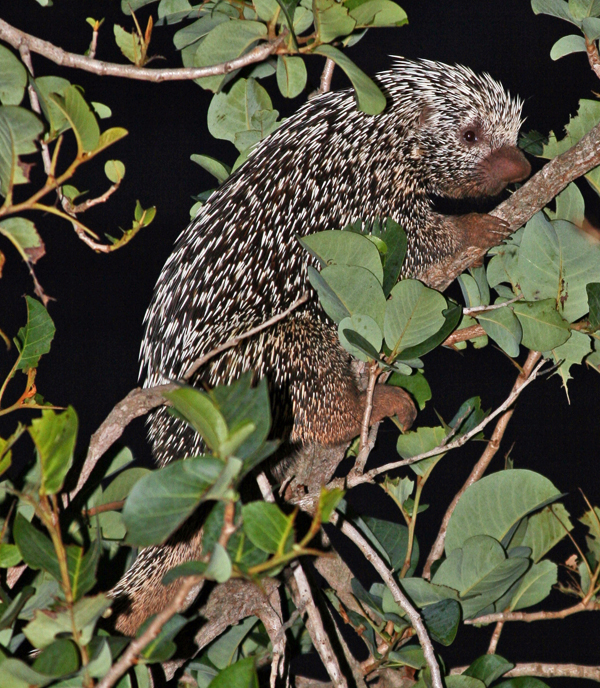
オマキヤマアラシ Coendou prehensilis